# Katalog galaktičkih planetnih maglica
Katalog galaktičkih planetnih maglica (eng. Catalogue of Galactic Planetary Nebulae) je astronomski katalog. Objavljen je 1967. godine, a sadrži sve planetne maglice u našoj galaksiji poznatih 1964. godine. Kratica za oznake po ovom katalogu sadrži slova PK, prema sastavljačima Lubošu Kohouteku i Lubošu Pereku. Ova dvojica čeških astronoma radili su u Astronomskom institutu Čehoslovačke akademije znanosti, gdje su objavili ovaj često citirani katalog.